# General Electric F110
General Electric F110 je dvouproudový motor s přídavným spalováním, který vyrábí společnost GE Aviation; vychází z motoru General Electric F101. Motor F118 je varianta motoru F110 bez přídavného spalování. Motor je v licenci také vyráběný firmou Turkish Aerospace Industries.

## Použití
- F-14B/D Super Tomcat
- F-15K/F-15SG Strike Eagle
- F-16 Fighting Falcon
- General Dynamics F-16XL
- Mitsubishi F-2

## Specifikace (F110)

### Technické údaje
- Typ: dvouproudový motor
- Průměr: 118 cm
- Délka: 463–590 cm
- Hmotnost suchého motoru: 1778–1996 kg

### Součásti
- Kompresor: axiální, dvouhřídelový, 9 vysokotlakých a 3 nízkotlaké stupně
- Spalovací komora: prstencová
- Turbína: 2stupňová nízkotlaká a 1stupňová vysokotlaká

### Výkony
- Maximální tah:27 000–28 000 lbf (120–125 kN)
- Teplota plynů před turbínou: 1510 °C[2]
- Celkový stupeň stlačení: 29,9–30,4:1
- Poměr tah/hmotnost: 6,36:1